# Bundaberg
Bundaberg er en by i delstaten Queensland i Australien. Byen ligger ved Burnett-elven 385 km nord for delstatshovedstaden Brisbane og 15 kilometer fra kysten. Bundaberg er et regionalt centor for Wide Bay-Burnett.
Det antages at navnet kommer fra en sammenkobling af bunda som betyder vigtig mand på Kabi et Aborginalsk sprog og det tyske ord berg. Stedet er lokalt kendt som Bundy.
Den lokale aborginerstamme er Gurang Gurang-folket.

## Historie
Den europæiske bosætning af Bundaberg blev grundlagt af tømmerhuggerene Bob og George Stewart og Lachlan Tripp i 1867. De første landmænd fulgte kort tid efter. Tømmer var den første etablerete industri i Bundaberg. I 1868 blev der oprettet et savværk ved Burnett-elven. Bosætningen blev opmålt og døbt Bundaberg i 1870.
Kort tid efter blev sukkerrør indført og sukkerindustrien kom senere til at blive hovedernæringen i Bundaberg. Den tidliger sukkerindustri var afhængig af Kanakas-folket som arbejdede som slaver.

## Industri
Hovedindustrien i Bundaberg er baseret på sukkerrør. Omfattende sukkerrørsfelter er etableret i nærområdet og flere arbejdspladser baserer sig på sukkerproduktion. En af byens bedst kendte eksportartikler er Bundaberg Rum som er lavet af melasse et biprodukt af sukkerproduktionen.Turisme er en vigtig industri i Bundaberg. Bundaberg ligger nær den sydlige del af Great Barrier Reef ikke langt fra Lady Elliot-øen og Lady Musgrave-øen. Det lokale strande er også populære turistmål.

## Klima
Bundaberg har et subtropisk klima med varme somre og milde vintre.

## Transport
Bundaberg ligger ved slutningen af Isis Highway (State Route 3). Mange ekspressbusser stopper også i Bundaberg. Bundaberg lufthavn har flyvninger til Brisbane og Lady Elliot-øen. Flyproducenten Jabiru Aircraft holder til i Bundaberg.

## Venskabsbyer
- Folkerepublikken Kina Nanning
- Japan Settsu

## Links
- Bundaberg Regional Council

24°51′S 152°21′Ø / 24.850°S 152.350°Ø